# 吉岡一男 (刑事学者)
吉岡 一男（よしおか かずお、1946年2月20日 - ）は、日本の法学者。京都大学名誉教授。専門は刑事学・犯罪学。博士（法学）（京都大学、1992年）。岡山県出身。

## 研究テーマ
刑事司法制度や犯罪対応などを研究テーマとしていた。

## 略歴

### 学歴
- 1968年3月 京都大学法学部卒業

### 職歴
- 1968年4月 京都大学法学部助手
- 1971年5月 京都大学法学部助教授
- 1976年 カリフォルニア大学バークレー校ロー・スクール客員研究員（1977年まで）
- 1982年3月 京都大学法学部教授（民刑事法専攻 刑事学講座）
- 1992年4月 京都大学大学院法学研究科教授（民刑事法専攻 刑事法講座）
- 2003年4月 京都大学大学院法学研究科長・法学部長（2005年3月まで）
- 2009年 退職

## 著書
- 『刑事学』（青林書院）
- 『刑事政策の基本問題』（成文堂）
- 『刑事法通論』（成文堂）
- 『刑事制度論の展開』（成文堂）
- 『自由刑論の新展開』（成文堂）
- 『刑事学各論の研究』（成文堂）
- 『刑事制度の基本理念を求めて』（成文堂）
- 『ラベリング論の諸相と犯罪学の課題』（成文堂）